# 이사도라 덩컨
안젤라 이사도라 덩컨(영어: Angela Isadora Duncan, 1877년 5월 26일 혹은 1878년 5월 27일~1927년 9월 14일)은 미국의 무용수이다. ‘자유 무용’을 창시하여 현대 무용(모던 댄스)의 어머니(개척자)로 불리기도 한다. ‘덩커니즘(Duncanism)’이란 신조어도 생겼다.

## 생애
미국 샌프란시스코에서 출생하여 거의 독학으로 무용을 시작하여, 뒤에 ‘자유 무용’이라는 독특한 무용을 창시하였다. 그리스 식의 긴 옷을 입고 맨발로 무용하여 전통적인 무용에 도전하였으나, 한동안 인정을 받지 못하였다.
1900년 프랑스 파리에서 처음 주목된 이후부터 유럽 각지를 순회 공연하게 되었다. 1904년 독일 베를린에 무용 학교를 세웠으며, 무용단을 조직하여 폭넓은 활동을 하였다. 러시아를 방문하여 러시아의 무용에 새로운 바람을 불어넣기도 하였다. 1922년에는 러시아의 시인인 세르게이 예세닌과 결혼했으나 1923년에 이혼했다. 이후 말년을 파리에서 보내다가 1927년 프랑스 니스에서 목에 매던 스카프가 자동차 뒷바퀴에 걸쳐 질식사로 숨졌다. 당시 그녀의 나이는 50세였다.

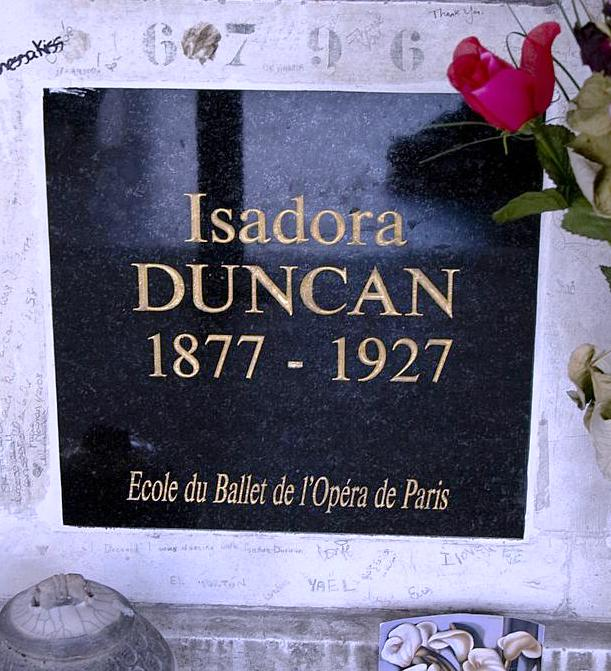
페르 라셰즈 묘지에 묻힌 덩컨의 묘

## 덩컨의 발레
덩컨이 제창하고 실천한 현대 무용의 새로운 무용 정신은 발레의 전통이 빚어내는 속박이 적은 미국에서 태어났다. 그녀도 젊은 시절에는 당시 하나 밖에 방법이 없었던 발레를 습득하였으나, 태어나서부터 자연을 사랑하는 반항아였던 덩컨은 이윽고 고도로 세련되기는 했으나 제약이 많은 고전 발레의 인공적인 기법 본위의 무용에 의문을 품고, 더욱 더 자연과 자유에의 동경이 강렬해졌다. 덩컨은 처음으로 시카고의 무대에 올랐을 때 토우 슈즈(발레 슈즈)도 던지고 타이즈도 입지 않은 채, 맨발에 거의 반나체의 모습으로 발레를 했고, 기교 본위의 발레 밖에 보지 못했던 관객의 조소를 받았다. 그녀는 못 이 조국에 실망하여 1900년에 유럽으로 건너갔다.

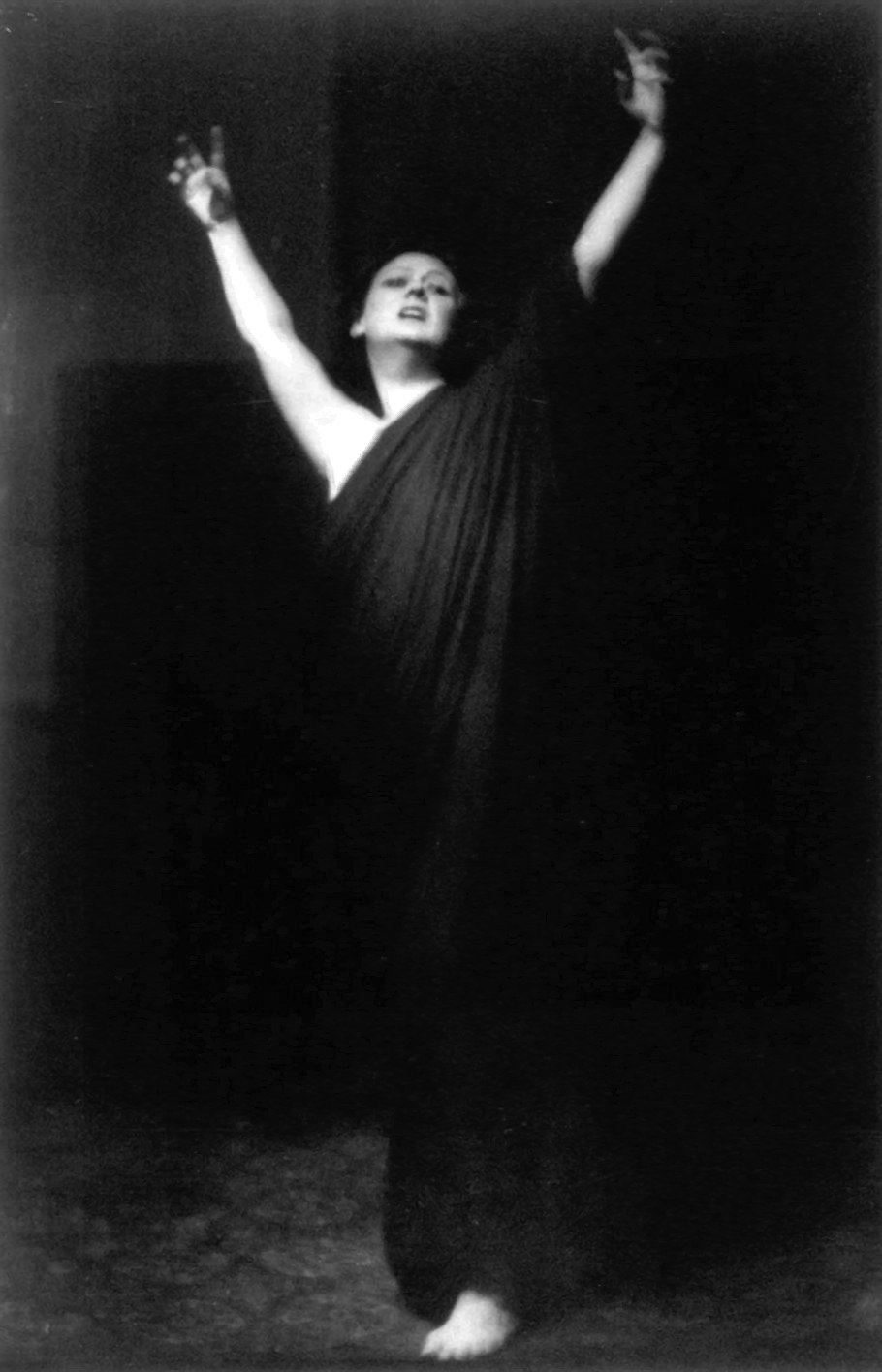
1915~1918년 미국 투어중 아르놀트 겐테가 촬영한 맨발로 공연하고 있는 아사도라 덩컨

덩컨은 그 해 파리에서 그녀 나름의 독특한 새로운 무용을 발표, 그곳에서 처음으로 많은 공감을 얻을 수 있었다. 그것이 계기가 되어 그녀는 유럽의 각 도시를 순회공연하고, 각지에서 그녀가 주장하는 ‘자유댄스’를 발표·선전했으며, 독일에서는 가장 강력한 지지를 획득했다. 독일은 ‘발레가 없는 나라’로 불려 육체 문화 운동이 활발했는데, 덩컨은 그 운동에 큰 영향을 주고 독일 신무용의 탄생에 적지 않은 기여를 했다. 덩컨은 1904년 베를린에 무용학교를 설립하였고, 그 뒤 프랑스, 미국, 소련 등에도 학교를 만들었다. 덩컨은 1905년 러시아를 처음으로 방문하여 세르게이 디아길레프나 미하일 포킨에게 강한 자극을 주었으며, 그러한 원동력으로 디아길레프의 발레 뤼스가 결성되었다.
이리하여 덩컨은 현대 무용의 융성을 촉구하고, 특히 독일의 현대 무용에 힘찬 목표를 주었을 뿐만 아니라 현대 무용을 탄생시키는 계기를 만드는 등 무용계에 큰 영향을 주었다.

## 평가
덩컨에 의한 ‘자유댄스’는 현대 무용의 선구가 되었다.
그녀의 예술은 첫째로 자연스럽다는 것, 둘째로 고대 그리스의 정신을 부활시켰다는 것, 셋째로 음악을 무용에 종속시켰다는 것 등 세 가지로 요약된다. 그녀의 무용에서의 자연주의란 인공적인 기교 제1주의의 고전 발레에 대한 반발이며, 자유 정신의 찬가(讚歌)였다. 그 결과는 그녀의 로맨틱한 정신과 함께 고대 그리스의 건강미에 대한 강렬한 사모(思慕)로서 나타났다. 그녀는 또한 기성의 음악곡을, 악보를 분석하거나 음표를 더듬거나 하는 일 없이 그 음악으로부터 받은 인상을 감정적으로 정서깊게 무용으로 표현했다. 그러기 위해서 그녀는 쇼팽이나 브람스, 베토벤의 교향곡조차 자기 멋대로 표현했다. 무엇보다도 그녀는 기성적인 표현 기교를 답습하지 않았으며, 기법(技法) 그 자체, 표현 그 자체에도 창의를 주장하여, 그 결과로 무용예술을 개방하여 한정된 소수의 전문가로부터 대중의 손으로 옮기는 길을 개척했다. 그러한 의미에서 이후에 일어난 신무용 운동의 전부에 영향을 미치어 ‘현대 무용의 어머니’라고까지 불렸다.

## 참고 문헌
- De Fina, Pamela. Maria Theresa: Divine Being, Guided by a Higher Order. Pittsburgh: Dorrance, 2003. ISBN 0-8059-4960-7
  - About Duncan's adopted daughter; Pamela De Fina, student and protégée of Maria Theresa Duncan from 1979 to 1987 in New York City, received original choreography, which is held at the New York Library for the Performing Arts at Lincoln Center.
- Duncan, Anna. Anna Duncan: In the footsteps of Isadora. Stockholm: Dansmuseet, 1995. ISBN 91-630-3782-3
- Duncan, Doralee; Pratl, Carol and Splatt, Cynthia (eds.) Life Into Art. Isadora Duncan and Her World. Foreword by Agnes de Mille. Text by Cynthia Splatt. Hardcover. 199 pages. W. W. Norton & Company, 1993. ISBN 0-393-03507-7
- Duncan, Irma. The Technique of Isadora Duncan. Illustrated. Photographs by Hans V. Briesex. Posed by Isadora, Irma and the Duncan pupils. Austria: Karl Piller, 1937. ISBN 0-87127-028-5
- Kurth, Peter. Isadora: A Sensational Life. Little Brown, 2001. ISBN 0-316-50726-1
- Levien, Julia. Duncan Dance: A Guide for Young People Ages Six to Sixteen. Illustrated. Dance Horizons, 1994. ISBN 0-87127-198-2
- Peter, Frank-Manuel (ed.) Isadora & Elizabeth Duncan in Germany. Cologne: Wienand Verlag, 2000. ISBN 3-87909-645-7
- Savinio, Alberto. Isadora Duncan, in Narrate, uomini, la vostra storia. Bompiani,1942, Adelphi, 1984.
- Schanke, Robert That Furious Lesbian: The Story of Mercedes de Acosta. Carbondale, Ill: Southern Illinois Press, 2003.
- Stokes, Sewell. Isadora, an Intimate Portrait. New York: Brentanno's Ltd, 1928.